# Jan-Peter Tewes
Jan-Peter Tewes (* 26. November 1968 in Mülheim an der Ruhr) ist ein ehemaliger deutscher Hockeyspieler und Olympiasieger.

## Karriere
Tewes wurde mit Uhlenhorst Mülheim siebenmal Deutscher Meister. Von 1988 bis 1996 gewann er mit der Mannschaft neunmal in Folge den Europapokal der Landesmeister. Bis 1990 war an den Vereinserfolgen auch sein älterer Bruder Stefan Tewes beteiligt, der 1990 nach München wechselte. Gegen Ende seiner Karriere wechselte Tewes ebenfalls den Verein und schloss sich dem Club an der Alster in Hamburg an.
Tewes war 1988 Junioreneuropameister und 1989 Juniorenweltmeister. 1989 debütierte er in der deutschen Hockeynationalmannschaft, mit der er 1991 bei der Feldhockey-Europameisterschaft den Titel gewann. Bei den Olympischen Spielen 1992 waren beide Tewes-Brüder in allen sieben Spielen dabei und erreichten mit der deutschen Mannschaft den ersten Olympiasieg nach zwanzig Jahren.
Dafür wurde er – zusammen mit der deutschen Hockey-Olympiamannschaft – am 23. Juni 1993 mit dem Silbernen Lorbeerblatt ausgezeichnet.
1994 wurde Tewes Vierter bei der Weltmeisterschaft, es folgte 1995 der zweite Gewinn des Europameistertitels. Bei den Olympischen Spielen 1996 in Atlanta belegte der Deckungsspieler mit der deutschen Mannschaft den vierten Platz. Insgesamt wirkte Tewes von 1989 bis 1999 in 190 Länderspielen mit.
Jan-Peter Tewes hat ein Studium der Betriebswirtschaftslehre an der Heinrich-Heine-Universität Düsseldorf abgeschlossen und ist heute im Produktmanagement tätig.

## Vereinserfolge
alle mit Uhlenhorst Mülheim
- Deutscher Meister: 1987, 1988, 1990, 1991, 1994, 1995, 1997
- Europapokalsieger: 1988, 1989, 1990, 1991, 1992, 1993, 1994, 1995, 1996